# Podlasianie
Podlasianie, rzadziej Podlaszanie – grupa etnograficzna ludności polskiej zamieszkująca na obszarze Podlasia:
- na południu – od Łukowa i Międzyrzeca Podlaskiego,
- na północy – po dolinę Narwi i Biebrzy.

Od zachodu Podlasianie są przemieszani z Mazurami, od wschodu zaś – z Białorusinami i Ukraińcami. Podlasianie pochodzą z Mazowsza. W XIII–XV wieku skolonizowali tereny nad środkowym Bugiem, nawarstwiając się na wcześniejszą kolonizację ruską.